# Andrescava sturmi
Andrescava sturmi is een hooiwagen uit de familie Agoristenidae. De wetenschappelijke naam van Andrescava sturmi gaat terug op Roewer.